# Yuma Kagiyama
 (mars 2021).
Le contenu est difficilement compréhensible vu les erreurs de traduction, qui sont peut-être dues à l'utilisation d'un logiciel de traduction automatique.
Pour les articles homonymes, voir Kagiyama.
Yuma Kagiyama (鍵山 優真, Kagiyama Yūma), né le 5 mai 2003, est un patineur japonais. Il est médaillé d'argent aux Jeux olympiques de Pékin 2022 et aux championnats du monde 2021, 2022 et 2024, médaillé de bronze aux Championnats des quatre continents de patinage artistique, champion des Jeux olympiques de la jeunesse 2020, médaillé d'argent des championnats du monde junior 2020 et deux fois médaillé de bronze aux championnats du Japon 2019-2020 et 2020-2021.

## Biographie
Yuma Kagiyama est né à Karuizawa, au Japon. Il est le fils de Masakazu Kagiyama qui a participé deux fois aux Jeux olympiques. Il patine au SEISA Kokusai High School à Yokohama. Kagiyama a pour modèles Shoma Uno et Nathan Chen.

### Carrière sportive

#### Saison 2018-2019
L’entraîneur de Yuma Kagiyama, qui est également son père, a été malade durant une partie de la saison et ils n'ont pas pu travailler les aspects techniques. Il a cependant travaillé avec la chorégraphe Misao Sato afin d'améliorer le côté artistique de ses programmes.
Kagiyama a commencé cette saison à l'Asian Open Trophy, où il a  remporté le titre dans la catégorie junior devant son compatriote Tatsuya Tsuboi (en). Il s'est classé 4e lors de son premier Grand Prix junior au Canada. Kagiyama a gagné sa première médaille à un Grand Prix Junior lors du Grand Prix Junior d'Arménie (médaille d'argent).

#### Saison 2019–2020
Kagiyama remporte l'or au Grand Prix Junior de France 2019 en établissant un nouveau record du monde junior pour le score total. Il gagne avec 34.16 points d'avance sur le médaillé d'argent Aleksa Rakic du Canada. Sa quadruple boucle piquée lors du programme libre est le saut simple ayant obtenu le plus de points, avant d'être dépassé par le quadruple Lutz de Daniel Grassl au Grand Prix Junior d'Italie 2019. Kagiyama a établi un nouveau record du monde junior lors du programme libre au Grand Prix Junior de Pologne et il a surpassé son propre record du monde au niveau du score total. Il a finalement remporté l'argent lors de ce Grand Prix après que Daniil Samsonov de Russie a battu les records du monde qu'il avait établis précédemment. Les résultats de Kagiyama lui permettent de se qualifier pour la finale du Grand Prix Junior 2019-2020, où il s'est classé quatrième.

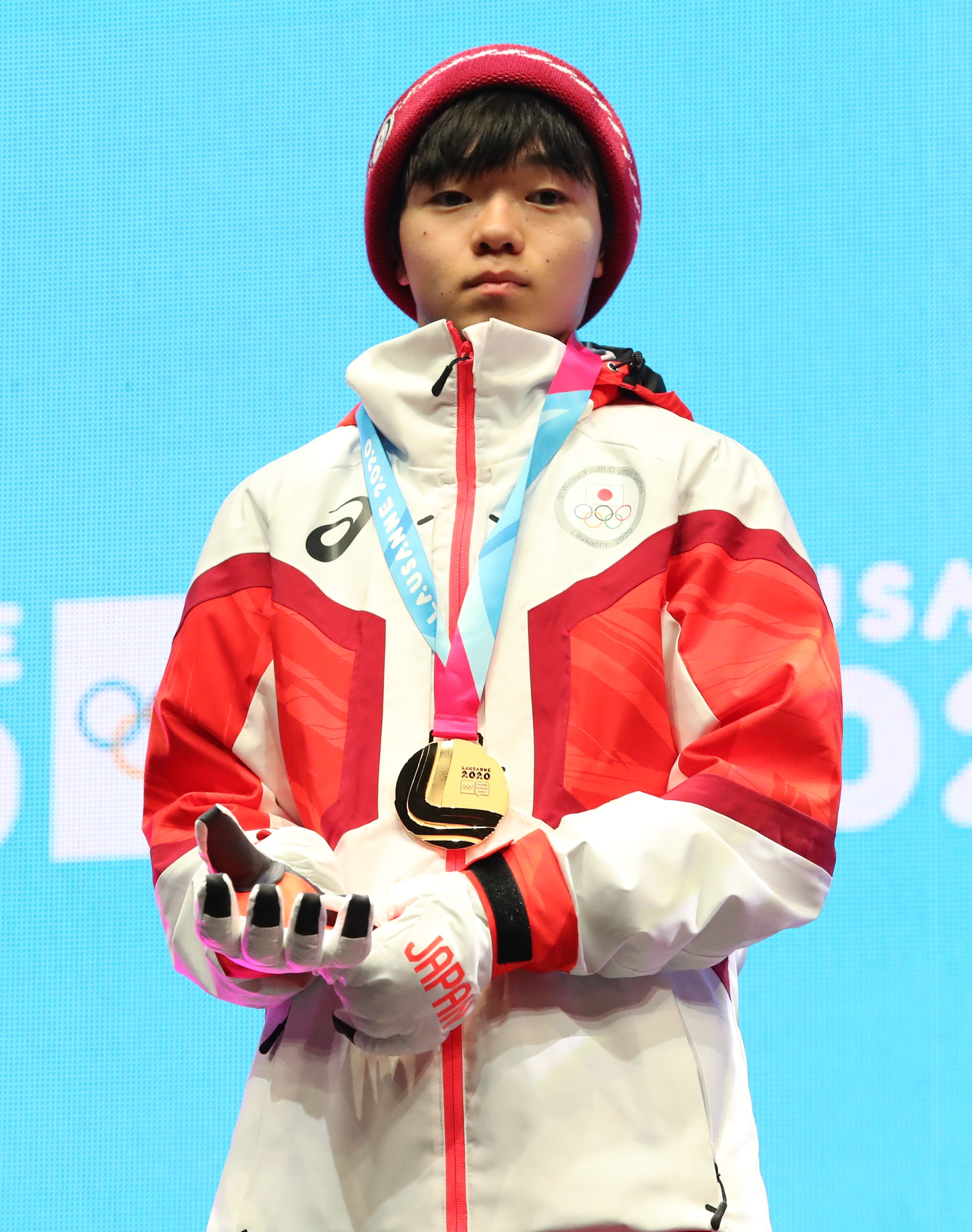
Kagiyama at the 2020 Winter Youth Olympics

Kagiyama a gagné la médaille d'or aux Championnats Juniors du Japon 2010-2020 avec 37 points d'avance sur Shun Sato et Lucas Tsuyoshi Honda. Comme il est le nouveau champion junior du Japon,, Kagiyama a été choisi pour représenter le Japon lors des Jeux Olympiques de la Jeunesse 2020 et pour les championnats du monde juniors 2020. Il a de plus été invité à participer aux championnats du Japon senior.
Lors des Championnats seniors du Japon 2019-2020, Kagiyama se classe septième du programme court et deuxième du programme libre. Il remporte la médaille de bronze des Championnats du Japon. Il n'est pas sélectionné pour les championnats du monde 2020, mais est désigné pour participer aux Championnats des quatre Continents 2020 en plus des Championnats du monde Juniors 2020.
Kagiyama a été choisi par le comité olympique japonais pour être le porte-drapeau de l'équipe du Japon lors des Jeux Olympiques de la jeunesse 2020. Il remporte la médaille d'or lors de ces jeux devant les Russes Andrei Mozalev et Daniil Samsonov. Kagiyama a été sélectionné par tirage au sort pour être membre de la Team Focus pour la compétition par équipe. Il a gagné le programme libre chez les garçons ce qui a contribué à la médaille d'argent obtenue par son équipe.
Aux championnats des quatre continents, Kagiyama a établi un nouveau record personnel lors du programme court (91.61 points), en battant son ancien score de 7 points. Il se classe 5e après le programme court. Il a finalement remporté la médaille de bronze au général après le programme libre. Il s'agit de sa première médaille en championnat senior ISU, Il déclare à propos de ce parcours qu'il s'agit « d'un temps et une expérience précieux. J'ai pu me rapprocher de ce que je voulais accomplir. »
La saison s'est terminé par les championnats du monde junior 2020. Kagiyama a remporté le programme court devant Andrei Mozalev. Après avoir commencé son programme libre par une chute en tentant une quadruple boucle piquée, il a exécuté les sauts restants avec succès. Il a terminé 5e du programme libre. Il est resté de justesse à la 2e place de classement général devant Petr Gumennik, et il a gagné la médaille d'argent. S'exprimant à l'issue son programme libre, il a déclaré : « J'avais l'impression que mon corps et mon esprit n'étaient pas connectés », attribuant ses erreurs à cet état de fait.

#### Saison 2020–2021
En compétition au niveau national, Kagiyama a remporté l'or aux régionales de Kanto et la médaille d'argent au championnat de la section de l'Est, s'assurant une place aux championnats nationaux. Kagiyama a été désigné pour participer au Trophée NHK 2020, qu'il remporte avec une avance de 49 points sur Kazuki Tomono.
Aux championnats du Japon, Kagiyama se classe second à l'issue programme court derrière Yuzuru Hanyu, et devant Shoma Uno, qui a chuté sur sa combinaison de sauts. Il se classe troisième du programme long derrière Hanyu et Uno. Il remporte sa deuxième médaille de bronze consécutive aux championnats du Japon. Kagiyama est choisi pour représenter le japon lors des championnats du monde 2021 team avec Yuzuru Hanyu et Shoma Uno.
Kagiyama a commencé à travailler la quadruple boucle piquée au printemps 2020 et il l'a réussi à l'entraînement. Il a également commencé à travailler le quadruple Lutz. Il a l'intention d'intégrer ces deux quadruples sauts à ses programmes lors de la prochaine saison.
Aux championnats du monde, Kagiyama bat son record personnel au programme court en obtenant 100.96. Il se classe deuxième du programme court derrière Yuzuru Hanyu et devant Nathan Chen. Il patine en avant lors du programme libre et il obtient un score de 190.81. Il remporte la médaille de bronze, devenant le plus jeune patineur médaillé aux championnats du monde depuis Yuzuru Hanyu aux championnats du monde 2012.

## Palmarès
| Compétition                                                                           | 2019    | 2020    | 2021    | 2022    | 2023    | 2024    | 2025    |  |  |  |  |  |  |  |
| Jeux olympiques d'hiver                                                               |         |         |         | 2e      |         |         |         |  |  |  |  |  |  |  |
| Championnats du monde                                                                 |         | CA      | 2e      | 2e      |         | 2e      | 3e      |  |  |  |  |  |  |  |
| Quatre continents                                                                     |         | 3e      | CA      |         |         | 1er     |         |  |  |  |  |  |  |  |
| Championnats du Japon                                                                 | 6e      | 3e      | 3e      | 3e      | 8e      | 2e      | 1er     |  |  |  |  |  |  |  |
| Championnats du monde juniors                                                         |         | 2e      | CA      |         |         |         |         |  |  |  |  |  |  |  |
|                                                                                       |         |         |         |         |         |         |         |  |  |  |  |  |  |  |
| Grand Prix ISU                                                                        | 2018/19 | 2019/20 | 2020/21 | 2021/22 | 2022/23 | 2023/24 | 2024/25 |  |  |  |  |  |  |  |
| Finale du Grand Prix                                                                  |         |         | CA      | CA      |         | 3e      | 2e      |  |  |  |  |  |  |  |
| Skate America                                                                         |         |         |         |         | F       |         |         |  |  |  |  |  |  |  |
| Skate Canada                                                                          |         |         | CA      |         |         |         |         |  |  |  |  |  |  |  |
| Coupe de Chine                                                                        |         |         |         | 1er     |         |         |         |  |  |  |  |  |  |  |
| Trophée de France                                                                     |         |         | CA      | 1er     | F       | 3e      |         |  |  |  |  |  |  |  |
| Coupe de Russie                                                                       |         |         |         |         |         |         | 1er     |  |  |  |  |  |  |  |
| Trophée NHK                                                                           |         |         | 1er     |         |         | 1er     | 1er     |  |  |  |  |  |  |  |
| Légende : F = Forfait ; CA = Compétitions annulées à cause de la pandémie de Covid-19 |         |         |         |         |         |         |         |  |  |  |  |  |  |  |

## Programmes
| Saison      | Programme court | Programme libre | Exhibition |
| ----------- | --- | --- | --- |
| 2023-2024   | Believer Interprété par Imagine Dragons Chorégraphie de Shae-Lynn Bourne | Rain, In Your Black Eyes Composé par Ezio Bosso Chorégraphie de Lori Nichol                                                                                               | Pourquoi me réveiller, ô souffle du printemps? Tiré de l'opéra Werther, composé par Jules Massenet, Interprété par Benjamin Bernheim Chorégraphie de Lori Nichol et Carolina Kostner |
| 2022-2023   | Believer Interprété par Imagine Dragons Chorégraphie de Shae-Lynn Bourne | Rain, In Your Black Eyes Composé par Ezio Bosso Chorégraphie de Lori Nichol                                                                                               | Pourquoi me réveiller, ô souffle du printemps? Tiré de Werther, composé par Jules Massenet, interprété par Benjamin Bernheim Chorégraphie de Lori Nichol, Carolina Kostner           |
| 2021-2022   | When You're Smiling Interprété par Michael Bublé Chorégraphie de Lori Nichol | | |
| 2020–2021 , | Vocussion De New Impossibilities, composé par Sandeep Das, Joseph Gramley, Dong-Won Kim, Shane Shanahan, Mark Suter, interprété par Yo-Yo Ma et The Silk Road Ensemble Chorégraphie par Lori Nichol | Musique du film Avatar Composé par James Horner Chorégraphié par Lori Nichol Musique du film Le Seigneur des anneaux Composé par Howard Shore Chorégraphie par Misao Sato | Take Five Interprété par The Dave Brubeck Quartet Chorégraphié par Misao Sato |
| 2019–2020   | Concerto pour piano Fate Interprété par Castle of Sand, composé par Akira Senju Chorégraphié par Misao Sato                                                                                         | Speedway, The Trial, Toast of the Town Tiré de l'album Tucker, interprété par Joe Jackson Chorégraphie de Misao Sato                                                      | Uptown Funk Interprété par Mark Ronson feat. Bruno Mars BomBom Interprété par Macklemore & Ryan Lewis feat. The Teaching                                                             |
| 2018–2019,  | Let the Good Times Roll par Sam Theard et Fleecie Moor, interprétation par Fishbone Chorégraphie de Misao Sato                                                                                      | Medley de titres de Naoki Satō : Ryōmaden, Kaikoku Chorégraphie de Misao Sato                                                                                             | |